# Jüdischer Friedhof (Ilbesheim)
Der Jüdische Friedhof Ilbesheim  ist ein Friedhof in der Ortsgemeinde Ilbesheim im Donnersbergkreis in Rheinland-Pfalz. 
Der jüdische Friedhof liegt am nordwestlichen Ortsrand nördlich der Landesstraße L 446 an der Friedhofsstraße.
Auf dem 170 m² großen Friedhof, der um 1810 angelegt und bis zum Ende des 19. Jahrhunderts belegt wurde, sind drei Grabsteine aus den Jahren 1841, 1850 und 1869 erhalten. An der Nordseite des Friedhofs befindet sich eine Bruchsteinmauer.